# لاکهید اف-۱۱۷ نایت‌هاوک
اف-۱۱۷ نایت هاوک (به معنای شاهین شب)، هواپیمای ضربتی (حمله زمینی) پنهان‌کار تک‌سرنشین و دو موتوره است که توسط شرکت لاکهید برای نیروی هوایی ایالات متحده ساخته شد و اولین هواپیمای ساخته شده بر اساس فناوری شناساگریزی است.
پروژه این هواپیما پس از دوره‌ای از آزمایش‌های پرواز به موفقیت رسید و اولین نمونه قابل پرواز در سال ۱۹۸۲ تحویل داده شد. وجود این هواپیما در سال ۱۹۸۸ به‌طور رسمی تأیید شد و تولید آن در سال ۱۹۹۰ متوقف شد.

## طراحی

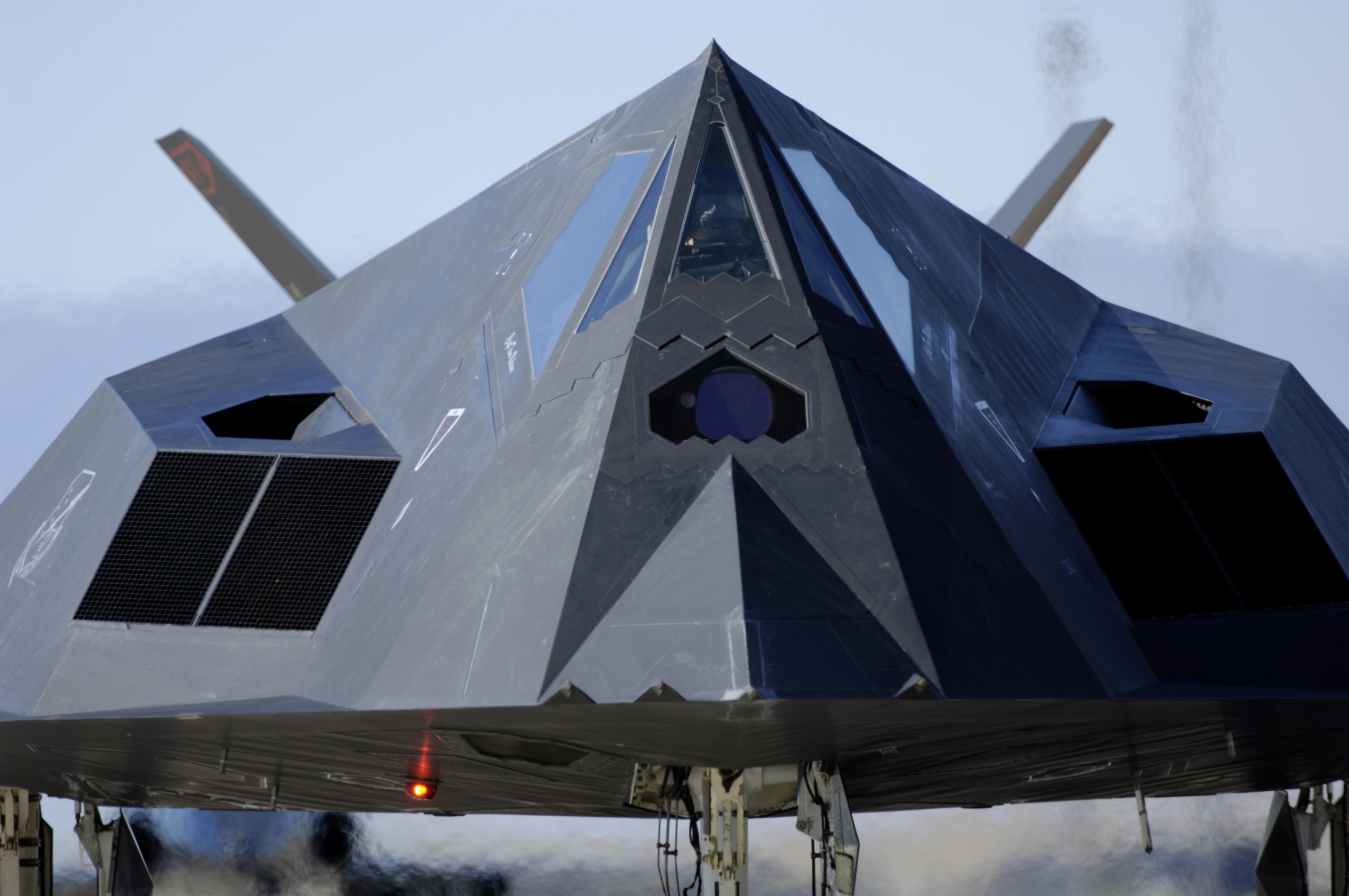
اف-۱۱۷ نایت هاوک در فرودگاه در سال ۲۰۰۷

هنگامی که نیروی هوایی ایالات متحده (USAF) برای نخستین بار با لاکهید مارتین با مفهوم پنهانکاری همکاری کرد شد، مدیر اسکانک ورکز، کلی جانسون، طراحی گرد را پیشنهاد داد. او معتقد بود که شکل‌های به‌طور صاف ترکیب بهتری از سرعت و پنهان‌کاری ارائه می‌دهند. با این حال، دستیارش، بن ریچ، نشان داد که سطوح با زاویه‌های چندضلعی کاهش قابل توجهی در امواج راداری فراهم می‌کنند و کنترل آیرودینامیکی مورد نیاز می‌تواند با واحدهای کامپیوتری تأمین شود. گزارشی از اسکناک ورکز در ماه مه ۱۹۷۵ با عنوان "گزارش پیشرفت شماره ۲، مطالعات مفهومی پنهانکاری بالاً طراحی گرد را نشان داد که به نفع طراحی با لبه‌های صاف رد شد. طراحی غیرمعمول حاصل، خلبانان باتجربه را شگفت‌زده و گیج کرد؛ یک خلبان نیروی هوایی سلطنتی (RAF) که به‌عنوان افسر مبادله‌ای با این هواپیما پرواز کرد، اظهار داشت که هنگامی که اولین بار عکسی از F-117 که هنوز مخفی بود را دید، "بلافاصله خندید و به خود گفت 'واضح است که این هواپیما نمی‌تواند پرواز کند'".
F-117 تک‌سرنشین است و از دو موتور توربوفن General Electric F404 که فاقد پس‌سوز هستنداستفاده می‌کند. این موتورها به‌طور گسترده‌ای برای استفاده در یک هواپیمای رادار گریز تغییر داده شده‌اند، به‌گونه‌ای که دمای عملیاتی خنک‌تری داشته باشند و به‌طور نسبی شبیه به یک موتور جت عمل کنند. موتور به‌گونه‌ای طراحی شد که حداقل نیروی پیشران را تولید کند، که طراحی ورودی و نازل مناسب را ساده‌تر کرد. برای پنهان کردن موتور از رادار دشمن، یک مشبک فلزی رسانا در ورودی هوا نصب شد و گازهای خروجی عمدتاً با هوای خنک مخلوط شدند تا رد حرارتی موتور را کاهش دهند.
هواپیما قادر به سوخت‌گیری هوایی است و دارای دمی به شکل V می‌باشد. حداکثر سرعت آن ۶۲۳ مایل در ساعت (۱۰۰۳ کیلومتر در ساعت؛ ۵۴۱ گره) در ارتفاع بالا است، حداکثر نرخ صعود آن ۲۸۲۰ فوت (۸۶۰ متر) در دقیقه است و سقف خدمات آن ۴۳٬۰۰۰ تا ۴۵٬۰۰۰ فوت (۱۳٬۰۰۰ تا ۱۴٬۰۰۰ متر) می‌باشد. کابین خلبان با وجود نمایشگرها و کنترل‌های ارگونومیک نسبتاً جادار است، اما میدان دید تا حدی با یک نقطه کور بزرگ در عقب مسدود شده است.

### تجهیزات پرواز
هواپیماهای رادارگریز اولیه با تمرکز بر حداقل سازی سطح مقطع راداری (RCS) به جای عملکرد آیرودینامیکی طراحی شدند. به همین دلیل، F-117 از نظر آیرودینامیکی در هر سه محور اصلی ناپایدار است و برای حفظ پرواز کنترل شده نیاز به اصلاحات دائمی از سیستم پرواز fly-by-wire (FBW) دارد. این هواپیما مجهز به کنترل‌های هدایت پرواز برقی به همراه چهار سیستم مشابه اضافی است. برای کاهش هزینه‌های توسعه، از سیستم‌های اویونیک، fly-by-wire، و قطعات هواپیماهای جنرال داینامیکس F-16، بوئینگ بی-۵۲ استراتوفورترس، مک‌دانل داگلاس اف/ای-۱۸ هورنت در توسعه این هواپیما استفاده شد.
این هواپیما مجهز به سیستم‌های ناوبری و حمله پیشرفته است که در یک مجموعه دیجیتال اویونیک ادغام شده است. ناوبری این هواپیما به صورت عمده توسط GPS و ناوبری اینرسی با دقت بالا انجام می‌شود. مأموریت‌ها توسط یک سیستم برنامه‌ریزی خودکار برنامه‌ریزی می‌شوند که می‌تواند به‌طور خودکار تمام جنبه‌های یک مأموریت، از جمله حمله توسط بمب‌های تعبیه شده را انجام دهد. اهداف توسط یک سیستم مادون قرمز حرارتی مشخص می‌شوند سپس با استفاده از یک مسافت‌یاب لیزری یا لیزر نگارنده فاصله آنها مشخص می‌شود و در نهایت توسط بمب‌های هدایت‌شونده لیزری به آنها حمله می‌شود. محفظه داخلی F-117 می‌تواند ۵۰۰۰ پوند (۲۳۰۰ کیلوگرم) مهمات حمل کند. سلاح‌های متعارف این هواپیما عبارتند از یک جفت بمب هدایت‌شونده لیزری جی‌بی‌یو-۱۰، جی‌بی‌یو-۱۲ یا جی‌بی‌یو-۲۷، دو بمب BLU-109.

## سوابق عملیاتی
فعالیت‌های اولیه

یک جنگنده F-117 یک عملیات بمباران تمرینی واقعی را با استفاده از بمب‌های هدایت‌شونده لیزری GBU-27 انجام می‌دهد.

در سال‌های اولیه برنامه‌ریزی، از ۱۹۸۴ تا اواسط ۱۹۹۲، ناوگان هواپیماهای F-117 در فرودگاه محدوده آزمایشی تونپا در نوادا مستقر بود و تحت نظر گروه تاکتیکی ۴۴۵۰ فعالیت می‌کرد؛ این واحد، تنها یگان دارای هواپیماهای F-117A در فرماندهی رزمی هوایی ایالات متحده بود. ستاد فرماندهی آن، در پایگاه نیروی هوایی نلیس قرار داشت.
هواپیماهای A-7 Corsair II، برای آموزش به کار گرفته می‌شدند. اغلب کارکنان و خانواده‌هایشان، در لاس وگاس زندگی می‌کردند و هر هفته، از طریق پروازها و کامیون‌های تجاری، بین لاس‌وگاس و تونپا جابجا می‌شدند. در سال ۱۹۸۹، گروه ۴۴۵۰ در گروه شکاری تاکتیکی ۳۷ ادغام شد و در سال ۱۹۹۲، تمام ناوگان، به پایگاه هوایی هولومن در نیومکزیکو منتقل شد و تحت فرماندهی گروه شکاری ۴۹ قرار گرفت.
هواپیمای F-117، در سال ۱۹۸۳ به توانائی عملیاتی اولیه خود رسید. خلبانان این هواپیما، خود را «دزد (Bandit)» می‌نامیدند و هرکدام از آنها، یک شماره‌ دریافت می‌کردند که نشان‌دهنده ترتیب اولین پروازشان با این هواپیما بود. برای مثال، خلبان شماره ۵۲ به عنوان «Bandit 52» شناخته می‌شد. به‌طور رسمی، به دوستان و خانواده آنها اعلام می‌شد که این خلبانان، با هواپیماهای F-5 در واحدهای متخاصم پرواز می‌کنند.
هواپیمای F-117، برای نخستین بار، در تهاجم ایالات متحده به پاناما در سال ۱۹۸۹ و برای عملیات واقعی به کار رفت؛ دست‌کم دو فروند از این هواپیماها، بمب‌هایی را بر فرودگاه ریو هاتو فرو ریختند.
این هواپیما، به مدت تقریباً یک دهه، در تونپا عملیات محرمانه انجام می‌داد. پس از جنگ خلیج فارس در سال ۱۹۹۲، تمامی این هواپیماها به هولومن منتقل شدند، اما هماهنگی این پرنده با دیگر هواپیماهای مرتبط با عملیات پنهانی نیروی هوایی ایالات متحده، به‌کُندی انجام شد. در نخستین اعزام و با کمک سوخت‌گیری هوایی، خلبانان یک پرواز ۱۸.۵ ساعته و بدون توقف، از هولومن تا کویت را انجام دادند.

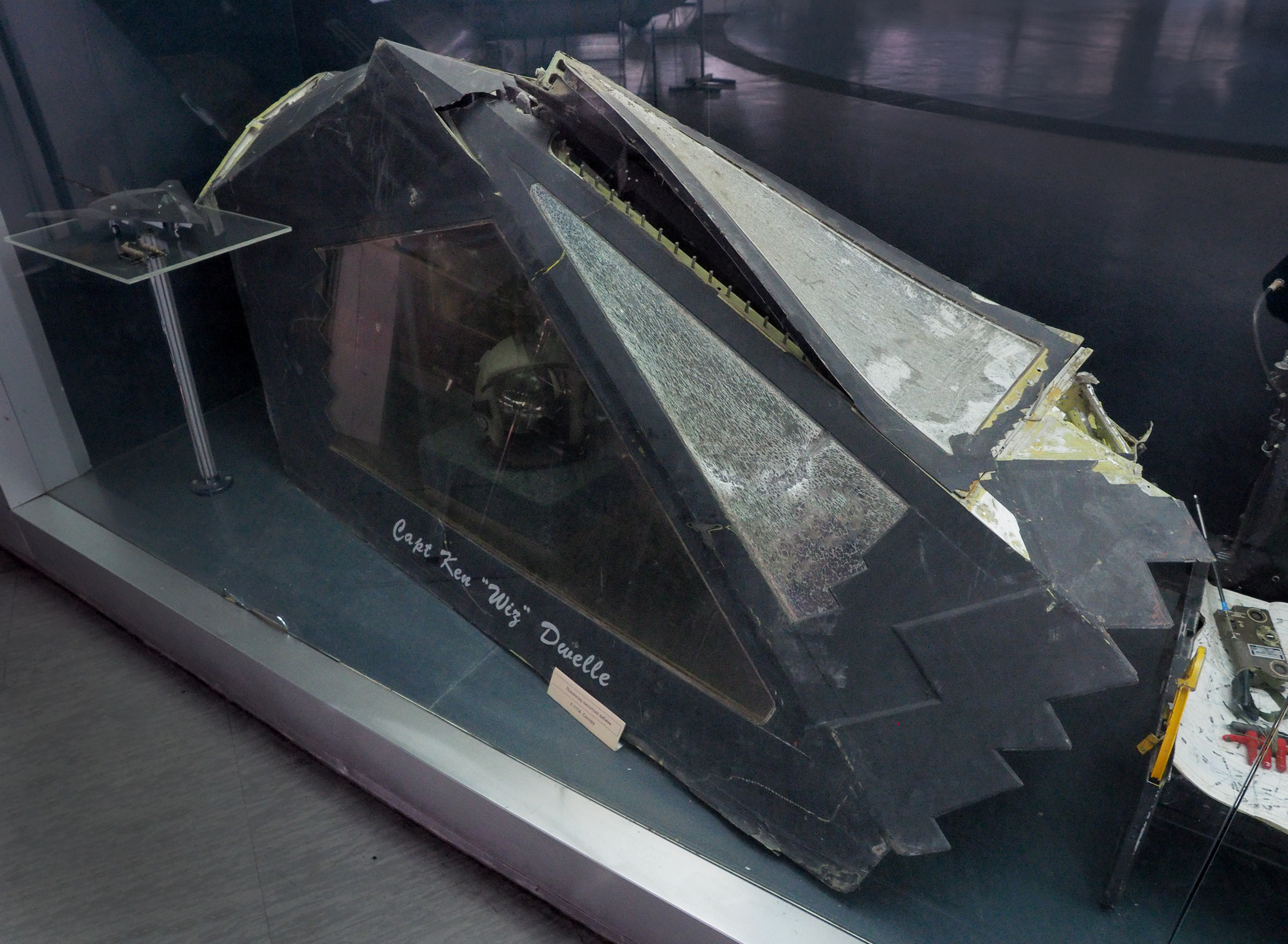
سقف کابین جنگنده F-117 که در مارس ۱۹۹۹ در صربستان سرنگون شد، در موزه هوانوردی بلگراد نگهداری می‌شود.

### یوگسلاوی
در جریان عملیات هوایی ناتو علیه یوگسلاوی در سال ۱۹۹۹، یک فروند هواپیمای F-117 (شماره سریال ۸۲–۰۸۰۶) در ۲۷ مارس سرنگون شد. این هواپیما توسط رادار کنترل آتش، در فاصله ۱۳ کیلومتری و ارتفاع ۸ کیلومتری شناسایی شد و با سامانه موشک پدافند هوایی نوا S-125، هدف قرار گرفت. خلبان پس از انفجار، مجبور به پرتاب و خروج اجباری از هواپیما شد که شش ساعت بعد، توسط نیروهای امداد هوایی ایالات متحده نجات یافت.
بقایای این هواپیما، بعداً به موزه هوانوردی در بلگراد منتقل شد. گزارش‌هایی نیز وجود دارند مبنی بر این‌که فناوری پنهان‌کاری این هواپیما، توسط روسیه و احتمالاً چین مورد بررسی قرار گرفته است. به گفته مقامات پنتاگون، به‌دلیل قدیمی بودن این فناوری، تلاشی برای انهدام لاشه هواپیما صورت نگرفت.
ادعاهایی نیز درباره آسیب‌دیدگی یک فروند دیگر از این هواپیماها در تاریخ ۳۰ آوریل ۱۹۹۹ وجود دارد که به پایگاه اسپانگدالم بازگشت و احتمالاً دوباره به پرواز درنیامد.

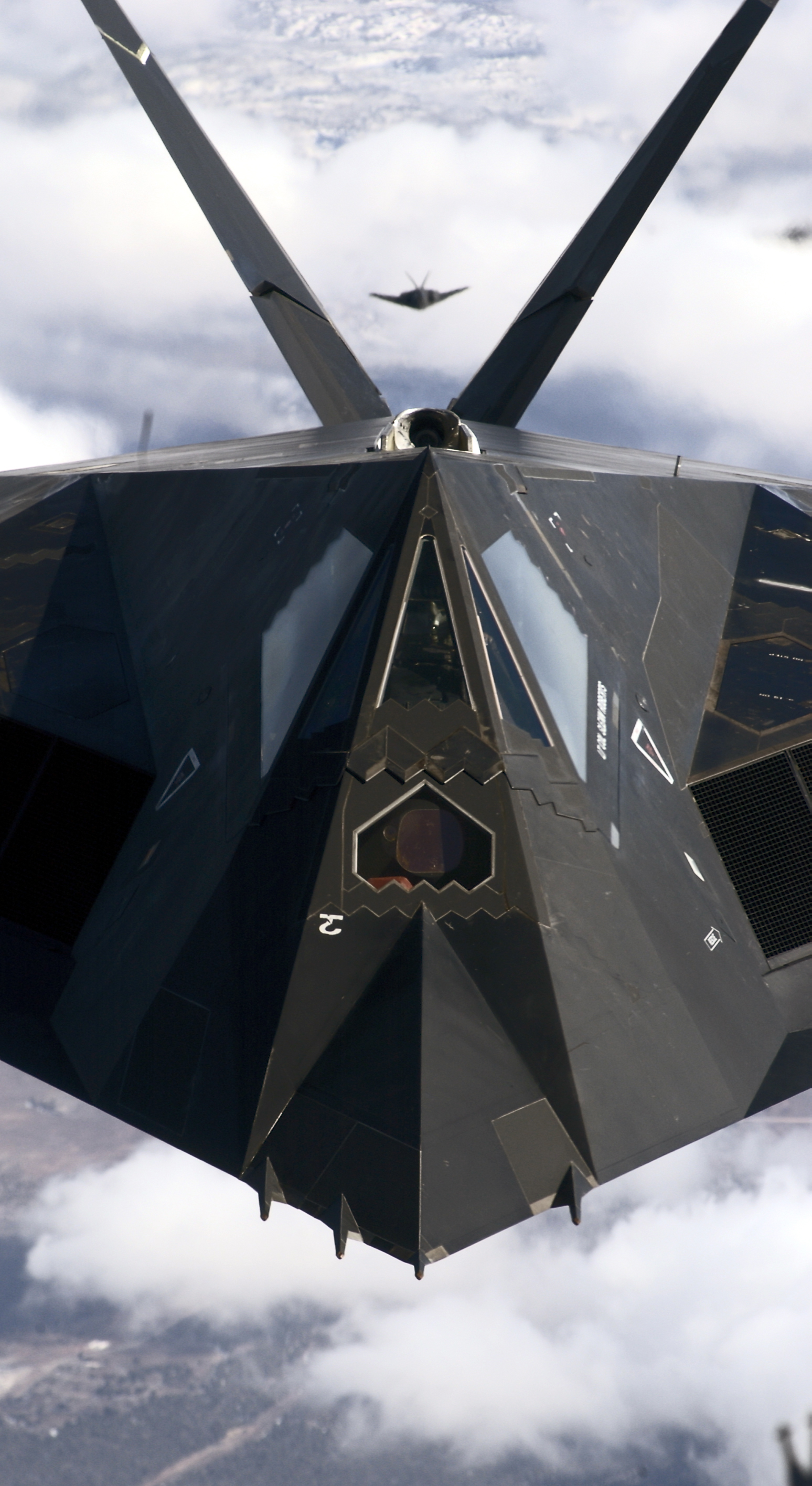
یک جفت جنگنده F-117

### عراق و افغانستان
در جنگ خلیج فارس در سال ۱۹۹۱، هواپیماهای F-117، درحدود ۱۳۰۰ مأموریت پروازی انجام دادند و به ۱۶۰۰ هدف، دارای ارزش‌های بالای نظامی حمله کردند. این هواپیماها، به‌دلیل قابلیت حمل بمب‌های هدایت‌شونده با لیزر، نقش کلیدی در بمباران اهداف مستحکم داشتند. همچنین در بمباران پناهگاه عامریه که منجر به کشته شدن دست‌کم ۴۰۸ غیرنظامی شد، مشارکت داشتند.
با وجود تبلیغات گسترده، بررسی‌های بعدی نشان داد که ادعاهای اولیه درباره دقت F-117 اغراق‌آمیز بوده است. برطبق گزارش‌های اولیه، دقت ۸۰ درصدی آن‌ها، به مرور زمان به ۴۱ تا ۶۰ درصد تغییر پیدا کرد. در نخستین شب عملیات، ۴۰ درصد از اهداف پدافندی، از جمله مرکز عملیات پدافند هوایی بغداد، مورد اصابت قرار نگرفتند.
F-117 در عملیات "آزادی پایدار" در افغانستان نیز مورد استفاده قرار گرفت، اما به‌دلیل فقدان اهداف با ارزش و پدافند هوایی مدرن طالبان، به‌صورت محدود به‌کار رفت. در نخستین ساعات جنگ عراق در سال ۲۰۰۳، دو فروند F-117 تلاش کردند با بمب‌های سنگرشکن، به محل احتمالی حضور صدام حسین در مزرعه دورا حمله کنند، اما مشخص شد که وی چند ساعت قبل از محل خارج شده بوده است. هزینه عملیاتی هر بمب هدایت‌شونده که توسط این هواپیما پرتاب می‌شد، در آن زمان، درحدود ۳۵,۰۰۰ دلار برآورد شده بود.

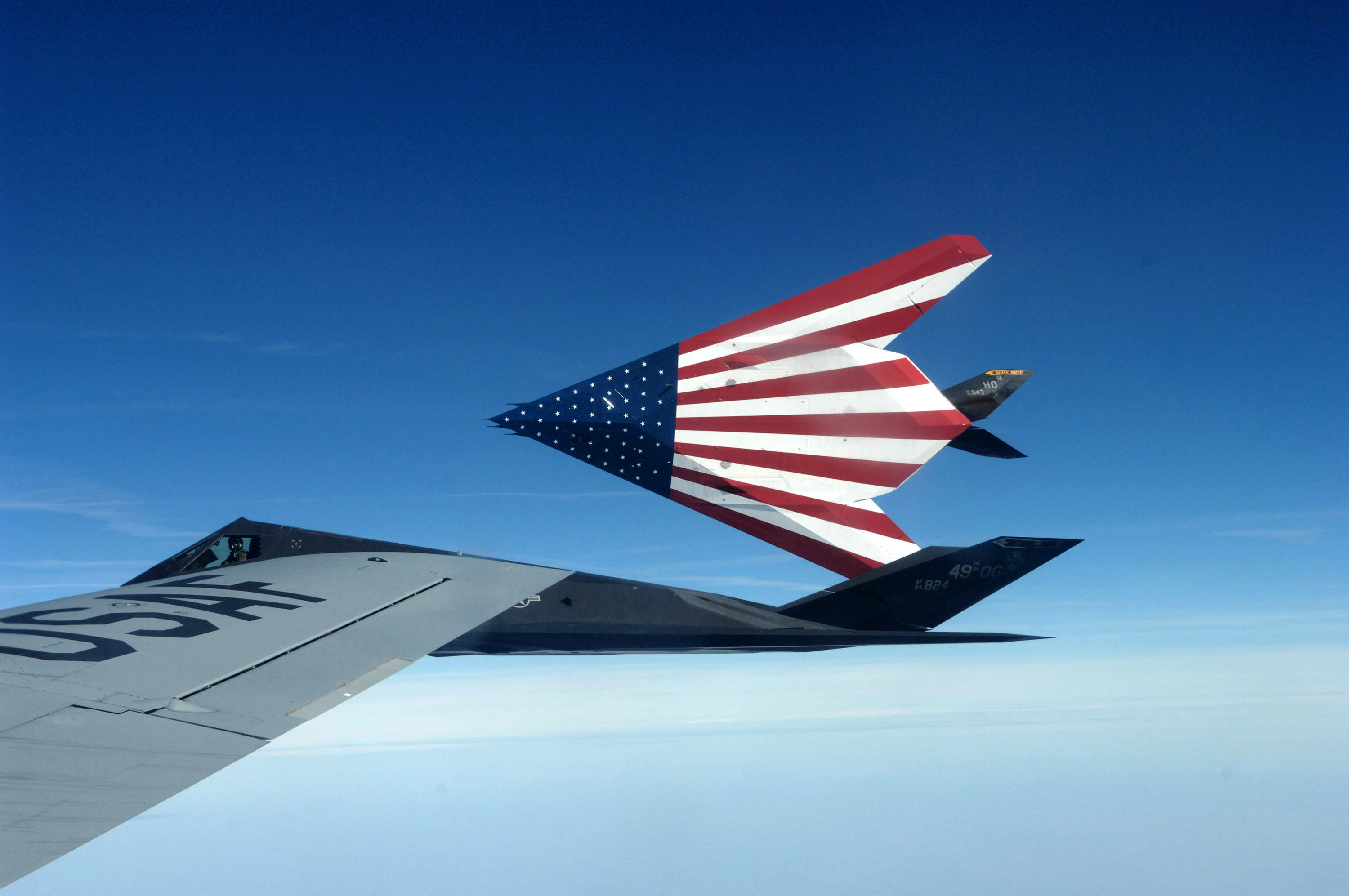
یک جفت جنگنده F-117 با رنگ‌آمیزی ویژه که طرح پرچم ایالات متحده روی شکم آن‌ها نقش بسته است، پس از آخرین سوخت‌گیری هوایی خود توسط یگان سوخت‌رسانی هوایی شماره ۱۲۱ گارد ملی هوایی اوهایو به پرواز ادامه می‌دهند.

### پایان برنامه
با سرنگونی F-117 در صربستان، نیروی هوایی ایالات متحده، بخش جدیدی در آموزش تسلیحاتی خود تأسیس کرد تا تاکتیک‌ها را بهبود دهد. مشارکت این هواپیما در تمرین‌های Red Flag آغاز شد. با پیشرفت فناوری و ظهور طراحی‌های بیشتر آیرودینامیکی از طریق طراحی رایانه‌ای، نگهداری از پیکربندی زاویه‌دار F-117 دشوار شد و سامانه‌های جدید مانند F-22 رپتور و B-2 اسپیریت جایگزین آن شدند.
برنامه بازنشستگی اولیه این هواپیما، برای سال ۲۰۱۱ تعیین شده بود، اما در سال ۲۰۰۵ تصمیم گرفته شد که این هواپیما، در سال ۲۰۰۸ بازنشسته شود تا منابع مالی، به خرید مدل F-22 اختصاص یابد. آموزش رسمی این هواپیما، در سال ۲۰۰۶ متوقف شد و در مارس ۲۰۰۷، نخستین شش فروند آن بازنشسته شدند. برخلاف هواپیماهای دیگر که در پایگاه دیویس-مونتان نگهداری یا اوراق می‌شوند، بیشتر هواپیماهای F-117، در تونپا و در آشیانه‌های کنترل‌شده اقلیمی، با بال‌های جداشده ذخیره شدند.
تا سال ۲۰۲۲، برنامه نیروی هوایی ایالات متحده بر این اساس بود که هر سال، سه فروند از این هواپیماها را تا سال ۲۰۳۴، از وضعیت عملیاتی خارج کند.

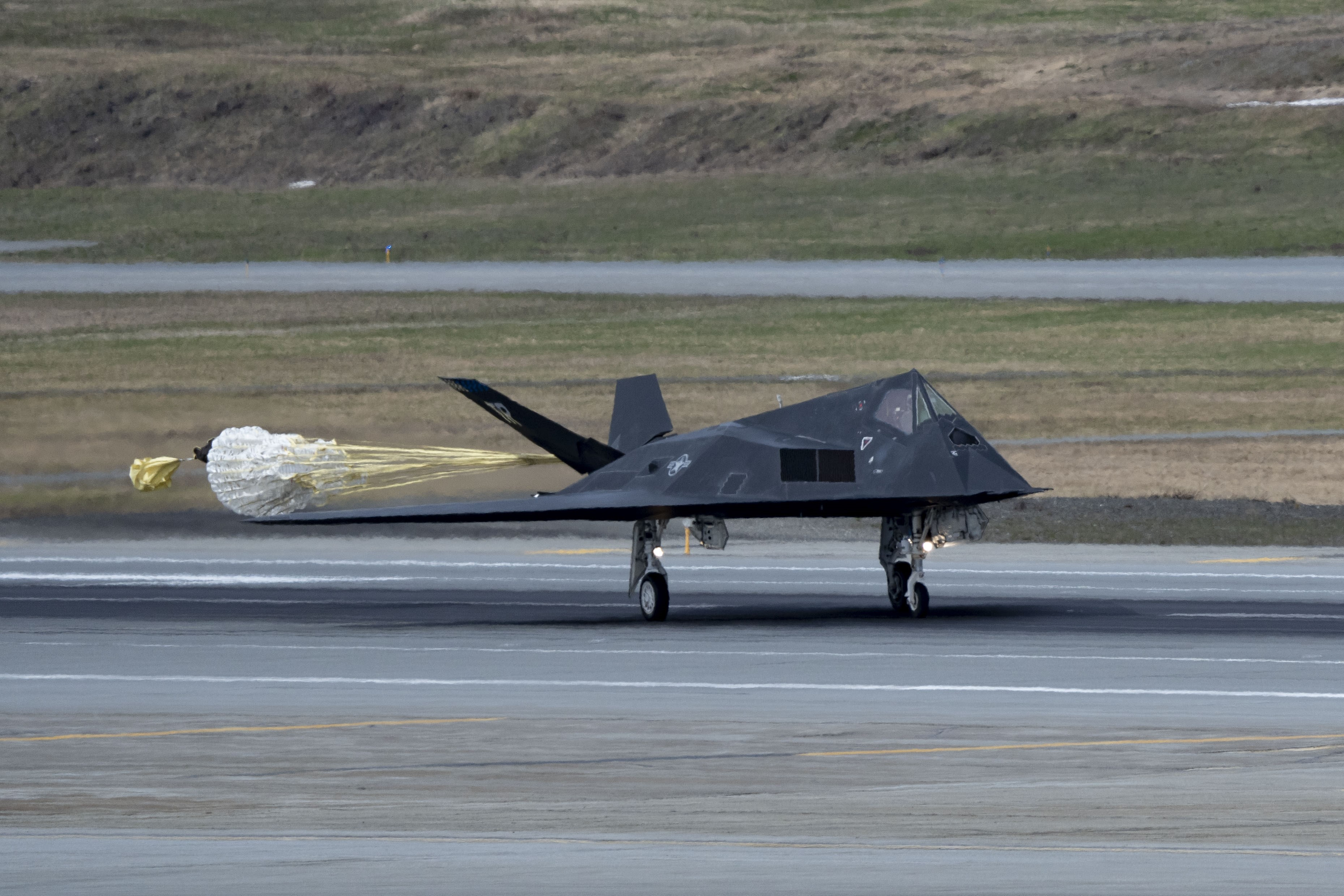

### خدمت پس از بازنشستگی
نیروی هوایی ایالات متحده، همچنان از هواپیمای F-117، برای آموزش به‌عنوان هواپیمای متخاصم (aggressor)، برای شبیه‌سازی موشک‌های کروز و نیز برای اقدامات پژوهشی استفاده می‌کند. روند بازنشستگی این هواپیما اکنون کند شده و درحدود ۴۵ فروند، هنوز همچنان نگهداری می‌شوند. در سال ۲۰۱۶، چهار فروند از این هواپیماها، به‌طور مخفیانه به خاورمیانه اعزام شدند و یکی از آن‌ها در کویت فرود اضطراری داشت.
در سال ۲۰۲۱، دو فروند در فرزنو در کالیفرنیا مشاهده شدند و با جنگنده‌های F-15 گارد ملی، در یک تمرین هوایی شرکت کردند. این نخستین تأیید رسمی‌ای بود که پس از بازنشستگی رسمی، این هواپیماها همچنان پرواز می‌کنند. در سال ۲۰۲۲، دو فروند F-117 در منطقه پرواز سالین مشاهده شدند که یکی از آن‌ها با پوششی از آینه پوشانده شده بود که احتمالاً برای آزمایش کاهش اشعه مادون‌قرمز به کار می‌رفت. در سال ۲۰۲۲ نیز، یک فروند دیگر در یک تمرین مشترک Savannah Sentry شرکت کرد. در یک ویدئو اعلام شد که درحدود ۴۸ فروند از هواپیماهای F-117 همچنان قابل پرواز هستند و برای آموزش در نقش هواپیمای متخاصم دشمن به‌کار می‌روند. در فوریه ۲۰۲۴، دو فروند دیگر، در منطقه آزمایشی R-2508 در صحرای موهاوی مشاهده شده‌اند.

## سوانح
تاکنون دو سانحه مهم باعث سقوط دست کم دو فروند اف-۱۱۷ گشته است:
- سقوط یک فروند اف-۱۱۷ در طی نمایشگاه هوایی بالتیمور در ۱۴ سپتامبر ۱۹۹۷[۱۹]
- دو فروند اف-۱۱۷ در طول جنگ کوزوو توسط موشک ضدهوایی سام-۳ نیروهای صربستان در ۲۷ مارس ۱۹۹۹ سرنگون شد و یک فروند نیز با آسیب به پایگاه برگشته است. به گفته زلتان دانی فرمانده واحد پدافندی که این هواپیما را سرنگون کرد نیروهای او زمانی که این اف-۱۱۷ محفظه بمب خود را باز کرد و تابش راداری آن افزایش یافت آن را بر روی رادارهای خود مشاهده کردند. خلبان هواپیما اجکت کرده و توسط یک واحد جستجو و نجات آمریکایی نجات داده شد.[۲۰]

## مشخصات فنی
منبع اطلاعات موزهٔ ملی نیروی هوایی آمریکا و نیروی هوایی آمریکا 
مشخصات عمومی
- خدمه: ۱
- طول: ۶۵ فوت و ۱۱ اینچ (۲۰٫۰۹ متر)
- پهنای بال: ۴۳ فوت و ۴ اینچ (۱۳٫۲۱ متر)
- ارتفاع: ۱۲ فوت و ۵ اینچ (۳٫۹۰ متر)
- بال: مساحت ۷۸۰ فوت مربع (۷۲٫۵ متر مربع)
- وزن خالی: ۲۹٬۵۰۰ پوند (۱۳٬۳۸۰ کیلوگرم)
- وزن بارگیری: ۵۲٬۵۰۰ پوند (۲۳٬۸۰۰ کیلوگرم)
- پیشرانه: ۲× توربوفن جی‌ای اوییشن جنرال الکتریک اف۴۰۴ , ۱۰٬۶۰۰ پوند-نیرو (48.0 kN) هرکدام

 عملکرد 
- سرعت بیشینه: ماخ ۰٫۹۲ (۶۱۷ مایل بر ساعت، ۹۹۳ کیلومتر بر ساعت)
- سرعت پیمایش: ماخ ۰٫۹۲
- برد: ۹۳۰ مایل دریایی (۱۷۲۰ کیلومتر)
- سقف پروازی: ۴۵٬۰۰۰ فوت (۱۳٬۷۱۶ متر)
- بارگیری بال: ۶۷٫۳ پوند بر فوت مربع (۳۲۹ کیلوگرم بر متر مربع)
- نسبت نیرو به وزن: ۰٫۴۰

جنگ‌افزار

- ۲ × internal weapons bays with one hardpoint each (total of two weapons) equipped to carry:
  - بمب‌ها:
    - جی‌بی‌یو-۱۰ بمب هدایت لیزری with 2,000 lb Mk84 blast/fragmentation or BLU-109 or BLU-116 Penetrator warhead
    - جی‌بی‌یو-۱۲ بمب هدایت لیزری with 500 lb Mk82 blast/fragmentation warhead
    - جی‌بی‌یو-۲۷ پیووی ۳ بمب هدایت لیزری with 2,000 lb Mk84 blast-fragmentation or BLU-109 or BLU-116 Penetrator warhead
    - GBU-31 JDAM INS/GPS guided munition with 2,000 lb Mk84 blast-frag or BLU-109 Penetrator warhead
    - بمب هسته ای[۲۳]